# 平马镇 (田东县)
平马镇，是中华人民共和国广西壮族自治区百色市田东县下辖的一个乡镇级行政单位。

## 行政区划
平马镇下辖以下地区：
文教社区、广场社区、油城社区、古城社区、城西社区、牛行村、游昌村、升太村、四平村、合恒村、靖逸村、百谷村、小龙村、上法村、合乐村、东达村、百林村、子安村、怀民村、梅桑村、梅宁村和新乐村。